# Spogliando Valeria
Spogliando Valeria (alias Dentro la notte) è un film del 1989 diretto da Bruno Gaburro.
Parti di questo film e di Alcune signore per bene sono state utilizzate dal produttore Pino Buricchi per comporre Rose rosse per una squillo.

## Trama
Dopo la morte di un suo amico, un giovane musicista si trasferisce nell'appartamento del defunto per comporre un brano in sua memoria. In seguito conosce un'affascinante donna che intrattiene una duplice relazione con un senatore e il di lui figliastro. Divenuto suo amante, il musicista è istigato a uccidere i due intrusi, dei quali la donna sarebbe vittima. Pur poco convinto, il giovane decide di assecondare la donna ma scopre infine che è stata proprio lei a uccidere i due, tentando di fare ricadere su di lui le colpe, e che è pure responsabile della morte del suo amico che s'era rifiutato di seguirla nel criminoso progetto.